# Таиланд на зимних Олимпийских играх 2018
Таиланд на зимних Олимпийских играх 2018 года был представлен 4 спортсменами в двух дисциплинах лыжного спорта.

## Состав сборной
Горнолыжный спорт
1. Никола Занон
2. Алексия Шенкель

 Лыжные гонки
1. Марк Чанлун
2. Карен Чанлун

## Результаты соревнований

### Лыжные виды спорта

#### Горнолыжный спорт
Квалификация спортсменов для участия в Олимпийских играх осуществлялась на основании специального квалификационного рейтинга FIS по состоянию на 21 января 2018 года. При этом НОК для участия в Олимпийских играх мог выбрать только того спортсмена, который вошёл в топ-500 олимпийского рейтинга в своей дисциплине, и при этом имел определённое количество очков, согласно квалификационной таблице. Страны, не имеющие участников в числе 500 сильнейших спортсменов, могли претендовать только на квоты категории «B» в технических дисциплинах. По итогам квалификационного отбора сборная Таиланда завоевала 2 олимпийские лицензии категории «B».
Мужчины
| Соревнование      | Спортсмены   | Скоростной спуск/ 1 спуск | Скоростной спуск/ 1 спуск | Слалом/ 2 спуск      | Слалом/ 2 спуск      | Всего                | Место                | Отставание           |
| Соревнование      | Спортсмены   | Время                     | Место                     | Время                | Место                | Всего                | Место                | Отставание           |
| ----------------- | ------------ | ------------------------- | ------------------------- | -------------------- | -------------------- | -------------------- | -------------------- | -------------------- |
| слалом            | Никола Занон | DNS                       | DNS                       | завершил выступление | завершил выступление | завершил выступление | завершил выступление | завершил выступление |
| гигантский слалом | Никола Занон | DNF                       | DNF                       | завершил выступление | завершил выступление | завершил выступление | завершил выступление | завершил выступление |

Женщины
| Соревнование      | Спортсмены      | Скоростной спуск/ 1 спуск | Скоростной спуск/ 1 спуск | Слалом/ 2 спуск       | Слалом/ 2 спуск       | Всего                 | Место                 | Отставание            |
| Соревнование      | Спортсмены      | Время                     | Место                     | Время                 | Место                 | Всего                 | Место                 | Отставание            |
| ----------------- | --------------- | ------------------------- | ------------------------- | --------------------- | --------------------- | --------------------- | --------------------- | --------------------- |
| слалом            | Алексия Шенкель | DNF                       | DNF                       | завершила выступление | завершила выступление | завершила выступление | завершила выступление | завершила выступление |
| гигантский слалом | Алексия Шенкель | DNF                       | DNF                       | завершила выступление | завершила выступление | завершила выступление | завершила выступление | завершила выступление |

#### Лыжные гонки
Квалификация спортсменов для участия в Олимпийских играх осуществлялась на основании специального квалификационного рейтинга FIS по состоянию на 21 января 2018 года. Для получения олимпийской лицензии категории «A» спортсменам необходимо было набрать максимум 100 очков в дистанционном рейтинге FIS. При этом каждый НОК может заявить на Игры 1 мужчину и 1 женщины, если они выполнили квалификационный критерий «B», по которому они смогут принять участие в спринте и гонках на 10 км для женщин или 15 км для мужчин. По итогам квалификационного отбора сборная Таиланда завоевала мужскую олимпийскую лицензию категории «A» и женскую категории «B».
Мужчины
Дистанционные гонки
| Соревнование              | Спортсмены  | Результат | Место | Отставание |
| ------------------------- | ----------- | --------- | ----- | ---------- |
| 15 км свободным стилем    | Марк Чанлун | 38:40.8   | 79    | +4:56.9    |
| 50 км классическим стилем | Марк Чанлун | —         | 62    | LAP        |

Спринт
| Соревнование | Спортсмены  | Квалификация | Квалификация | Четвертьфинал        | Четвертьфинал        | Четвертьфинал        | Полуфинал            | Полуфинал            | Полуфинал            | Финал                | Финал                | Итоговое место |
| Соревнование | Спортсмены  | Результат    | Место        | Заезд                | Результат            | Место                | Заезд                | Результат            | Место                | Результат            | Место                | Итоговое место |
| ------------ | ----------- | ------------ | ------------ | -------------------- | -------------------- | -------------------- | -------------------- | -------------------- | -------------------- | -------------------- | -------------------- | -------------- |
| спринт       | Марк Чанлун | 3:26.12      | 57           | завершил выступление | завершил выступление | завершил выступление | завершил выступление | завершил выступление | завершил выступление | завершил выступление | завершил выступление | 57             |

Женщины
Дистанционные гонки
| Соревнование           | Спортсмены   | Результат | Место | Отставание |
| ---------------------- | ------------ | --------- | ----- | ---------- |
| 10 км свободным стилем | Карен Чанлун | 32:30.2   | 82    | +7:29.7    |